# 久保孝之
久保 孝之（くぼ たかゆき、1973年4月25日 - ）は、大阪府出身の元プロ野球選手（内野手）。

## 来歴・人物
上宮高校では主に一塁手を務め、中村豊や薮田安彦、市原圭と同期だった。2学年先輩に元木大介と種田仁が、1学年後輩に黒田博樹がいた。高校通算35本塁打を放っている。
1991年のプロ野球ドラフト会議で福岡ダイエーホークスから9位指名を受け入団。高校同期の市原もダイエーから8位指名を受け入団している。
一軍出場がないまま、1995年限りで現役を引退。

## 詳細情報

### 年度別打撃成績
- 一軍公式戦出場なし

### 背番号
- 68 （1992年 - 1995年）